# Caldaia a condensazione

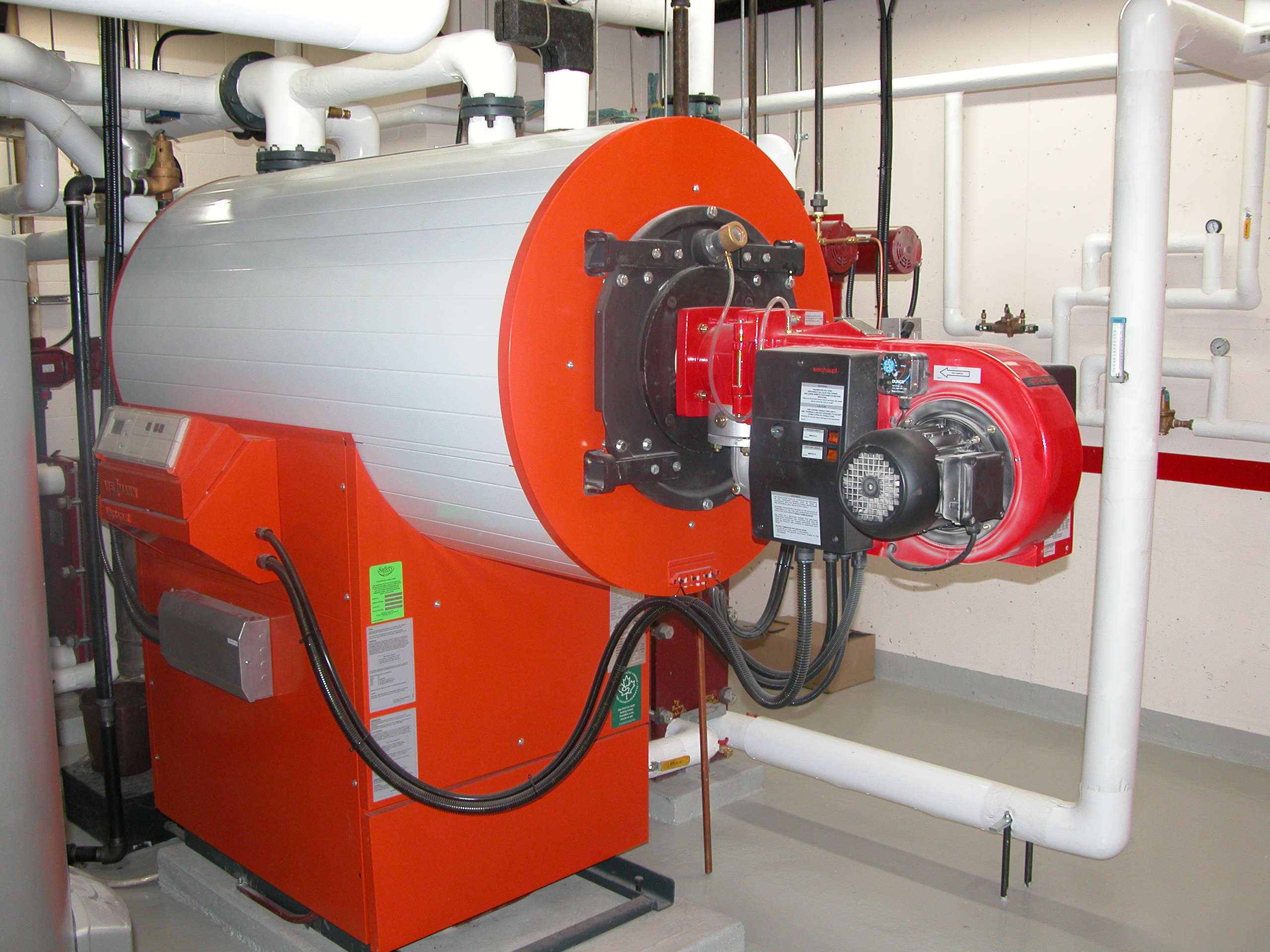
Caldaia a condensazione

Una caldaia a condensazione è una caldaia ad acqua calda nella quale si ha la condensazione del vapore acqueo dei fumi di scarico. In questo modo si ha il recupero del calore latente di condensazione e di conseguenza maggiore efficienza energetica rispetto ad una caldaia tradizionale.

## Storia
Uno dei primi tipi di tali macchine venne prodotta dalla Ignis nel 1961.
Nel 2005 la direttiva dell'Unione Europea 2005/32/CE ha imposto agli Stati membri dell'UE l'obbligo per le imprese costruttrici di caldaie di commercializzare esclusivamente i modelli a condensazione, nel rispetto delle normative comunitarie ed internazionali in tema di risparmio energetico, in accordo con lo spirito del protocollo di Kyoto del 1997.

## Descrizione e funzionamento

Schema di funzionamento di caldaie a condensazione.
1- Entrata del gas
2- Entrata dell'aria
3- Uscita fumi
4- Ritorno dai radiatori
5- Ai radiatori
6- Acqua condensata

Lo scopo principale della caldaia è quello di fornire calore all'acqua che scorre nei radiatori o altri corpi scaldanti per il riscaldamento.
Esistono caldaie a condensazione sia nella versione a basamento (in un'ampia gamma di potenze), che nella versione murale (fino a 140 o 160 kW).
Le caldaie a condensazione utilizzano serpentine per lo scambio del calore realizzate con metalli resistenti all'acidità delle condense (pH = 4,5). I materiali principalmente usati sono acciaio Inox (in particolare AISI 304L o AISI 316L) e lega alluminio-silicio, con eventualmente magnesio. Per avere un maggiore risparmio energetico, la temperatura dell'acqua in ingresso ad una caldaia a condensazione deve essere più bassa rispetto alle caldaie convenzionali. Ciò avviene ad esempio negli impianti radianti (pannelli a soffitto, serpentino a pavimento o serpentino a parete).
Nella maggior parte dei casi le caldaie a condensazione presentano un bruciatore a premiscelazione che aumenta l'efficienza della caldaia e al tempo stesso riduce le emissioni di monossido di carbonio e NOx. Ciononostante, questi benefici si ottengono solo con un attento controllo dell'eccesso d'aria.
A differenza delle caldaie convenzionali, i fumi scaricati non sfruttano il tiraggio naturale del camino, per cui sono espulsi attraverso un ventilatore inserito a monte del bruciatore; ciò rende problematico lo scarico di più caldaie in un unico camino. Le canne fumarie possono essere in polipropilene saturo (PPS), acciaio inox resistente all'umido oppure alluminio speciale. È presente inoltre un tubo per lo scarico della condensa nel pozzetto di raccolta; risulta necessario, quindi, un dispositivo di neutralizzazione della condensa.

## Caratteristiche

### Differenze rispetto alle caldaie tradizionali
Le caldaie tradizionali utilizzano solo una parte del calore sensibile dei fumi di combustione perché occorre evitare la condensazione dei fumi, che darebbe origine a fenomeni corrosivi. Il vapore acqueo generato dal processo di combustione viene quindi disperso in atmosfera attraverso il camino e con esso il calore latente associato.
La caldaia a condensazione, invece, recupera parte del calore latente dei fumi prima che vengano espulsi con il camino. Tale quantitativo di calore viene utilizzato per preriscaldare l'acqua di ritorno dall'impianto termico. Di conseguenza, la temperatura dei fumi di scarico è minore rispetto ad una caldaia tradizionale, mentre l'acqua in ingresso, avendo una temperatura maggiore, necessita di minor calore al focolare per il ritorno alla temperatura di esercizio. Ciò comporta un aumento del rendimento di combustione e una riduzione delle emissioni di NOx e CO.

### Caldaie a doppia condensazione
Le caldaie con scambiatore di calore a doppio circuito di condensazione presentano una tubazione dedicata alla sola produzione per uso sanitario e l'altra, normalmente, ad uso per l'impianto di riscaldamento. Rispetto alle caldaie a condensazione normali, le caldaie a doppia condensazione si occupano, quindi, del riutilizzo calore sensibile generato dai fumi anche in fase di produzione di acqua sanitaria, e non solo in fase di riscaldamento. Il recupero in termini di produzione termica è quindi possibile anche nei mesi estivi e non solo durante i periodi dell'anno in cui sia attivo l'impianto di riscaldamento.
Le caldaie di questo tipo sono considerate più efficienti del 10% rispetto alle caldaie a condensazione singola e oltre al 20% rispetto alle caldaie tradizionali.

## Normative e standard

### Italia
La norma UNI 11071 (Criteri di progettazione, d'installazione, di messa in servizio e di manutenzione degli impianti domestici e similari che utilizzano gas combustibili, asserviti ad apparecchi a condensazione ed affini di portata termica nominale non maggiore di 35 kW), prevede la presenza di due impianti di smaltimento:
- uno per eliminare la condensa proveniente dalla caldaia;
- uno per eliminare la condensa proveniente dal sistema di scarico dei fumi.

Nella norma è scritto che le caldaie con potenza al focolare inferiore a 35 kW (domestiche) possono scaricare in fogna senza dover neutralizzare l'acidità dei fumi; viene considerata la presenza di sostanze basiche (detersivi, ecc.) negli scarichi domestici.
In merito alle caratteristiche della condensa scaricata nei sistemi di raccolta, ci si deve riferire sempre alla norma UNI 11071, che regolamenta appunto anche le caratteristiche degli scarichi per caldaie con potenza inferiore a 35 kW di modo che essi rientrino entro i limiti di legge indicati nel  d.lgs. 3 aprile 2006, n. 152 per lo scarico in acque superficiali. 
Nella UNI 11071 si distinguono i seguenti casi:
- Installazione di una caldaia in un locale per uso abitativo. Per utilizzi civili non si rendono necessari particolari accorgimenti essendo i condensati abbondantemente neutralizzati dai prodotti dei lavaggio e degli altri scarichi domestici (tali scarichi infatti possiedono una notevole basicità e, inoltre, hanno la capacità di formare nelle condutture dei depositi con proprietà tampone rispetto agli acidi).
- Per le caldaie di portata termica nominale superiore ai 35 kW è necessario far riferimento alle indicazioni previste dalla norma tecnica UNI 11528:2014. Tale norma prevede che per gli impianti di portata termica nominale maggiore di 200 kW è sempre necessario il trattamento di neutralizzazione; per gli impianti di portata termica nominale maggiore di 35 kW e non maggiore di 200 kW viene invece fatta una distinzione in relazione alla destinazione d'uso dell'impianto. In ambito residenziale, va fatto riferimento al numero di appartamenti serviti, mentre in quello non residenziale, al numero di utilizzatori.